# Basiliek van Santa Maria Maggiore (Bergamo)
De basiliek van Santa Maria Maggiore (Basilica di Santa Maria Maggiore, Maria de Meerdere) is een rooms-katholieke kerk in Bergamo. De kerk ligt in de zogenaamde Citta Altà, nabij het Piazza del Duomo en de lokale kathedraal. 

## Geschiedenis

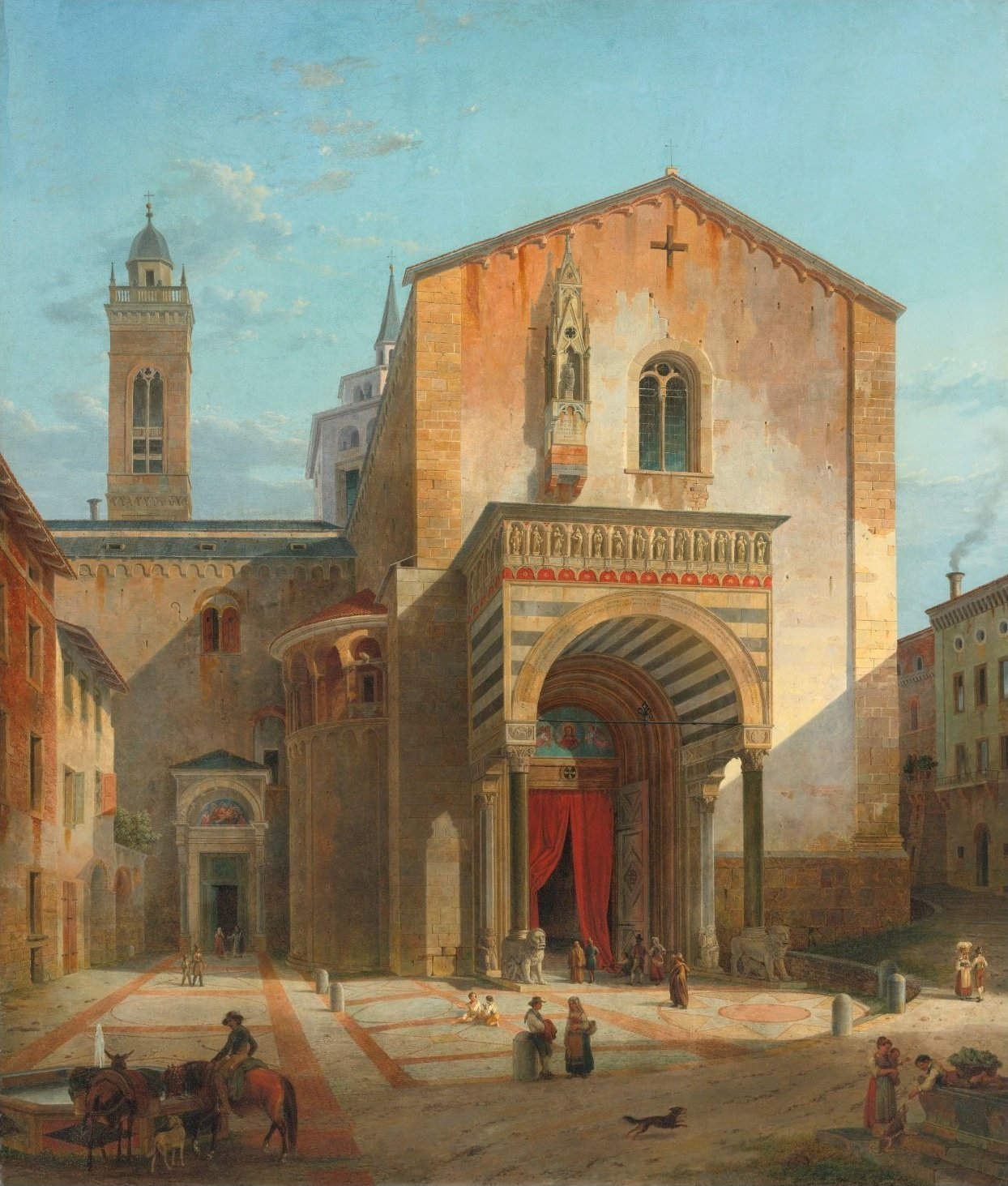
De zuidgevel van de basiliek, midden 19e eeuw door Leo von Klenze

De geschiedenis van de kerk is gelaagd en gecompliceerd. Oorspronkelijk stond op de plek van de huidige basiliek een kerk uit de 5e eeuw, die als doopkapel van de aangrenzende kathedraal van Sint-Vincentius fungeerde. Dit systeem van dubbele kerken was niet ongewoon in het vroege christendom. Volgens de volkstraditie werd de huidige kerk gebouwd om te voldoen aan een in 1133 door de burgers gedane gelofte aan de Maagd Maria om de stad te beschermen tegen de pest die toen Noord-Italië teisterde. Dit verhaal wordt gedeeltelijk door documenten ondersteund. 
Op 15 augustus 1137 zegende bisschop Gregorius van Bergamo de eerste steen van de nieuwe  kerk. Het hoofdaltaar werd ingewijd in 1185 en in 1187 werden het priesterkoor en de transeptvleugels voltooid. Door financiële problemen sleepten de werkzaamheden zich de hele 13e-14e eeuw voort, maar op 25 maart 1273 zegende bisschop Guiscardo Suardi de kerk in. De klokkentoren werd gebouwd vanaf 1436, terwijl in 1481-1491 een nieuwe sacristie werd toegevoegd nadat de oude was verwoest door Bartolomeo Colleoni om zijn persoonlijke mausoleum, de aangrenzende Colleoni-kapel, te bouwen.
De kerk kent van buiten een voornamelijk romaans karakter, met hier en daar gotische invloeden. Van binnen is de kerk evenwel ingericht in de stijl van de barok. 

## Exterieur
De basiliek is gebouwd in romaanse stijl in de vorm van een Grieks kruis, een vorm die tot op heden min of meer behouden is. Omdat de façade oorspronkelijk omsloten was door het oude bisschopelijk paleis, kent de huidige kerk geen echte hoofdingang of versierde voorgevel. De huidige vier ingangen zijn van oorsprong allemaal zij-ingangen. 
De belangrijkste zij-ingang is de zogeheten Deur van de Rode Leeuwen (Porta dei Leoni Rossi) aan de noordzijde, gelegen aan het Piazza del Duomo. 
Het betreft een portaal dat overspannen wordt door een rijkversierd portiek uit 1353, ontworpen door Giovanni da Campione, en bewerkt in de 14e eeuw. Twee rode leeuwen van Veronees marmer, iconografische symbolen van de overwinning op het Kwaad, ondersteunen twee pilaren waarop een boog rust.  In de archivolt van de ronde boog is een jachttafereel afgebeeld. Boven de boog opent een loggia met drie arcades met spits toelopende klaverbladbogen, waarin beelden van Barnabas, Sint-Vincentius en Alexander de Grote (te paard) staan. Boven het midden bevindt zich een loggia met een Madonna met kind, geflankeerd door de Bergamaske heiligen Asteria en Grata. Naast dit portaal staat de Colleoni-kapel met een trap omlijst door een smeedijzeren hek. 
Het zuidelijke gedeelte van de kerk heeft eveneens een portaal ontworpen door Giovanni da Campione. Deze zogeheten Deur van de Witte Leeuwen (Porta dei Leoni Bianchi) stamt uit 1360 en steunt op vier zuilen. De twee worden gestut door twee witte leeuwen waar het portaal zijn naam aan te danken heeft. Boven het portaal hangt een aedicula in gotische stijl, gemaakt tussen 1400 en 1403 door Hans von Fernach. 

## Afbeeldingen exterieur

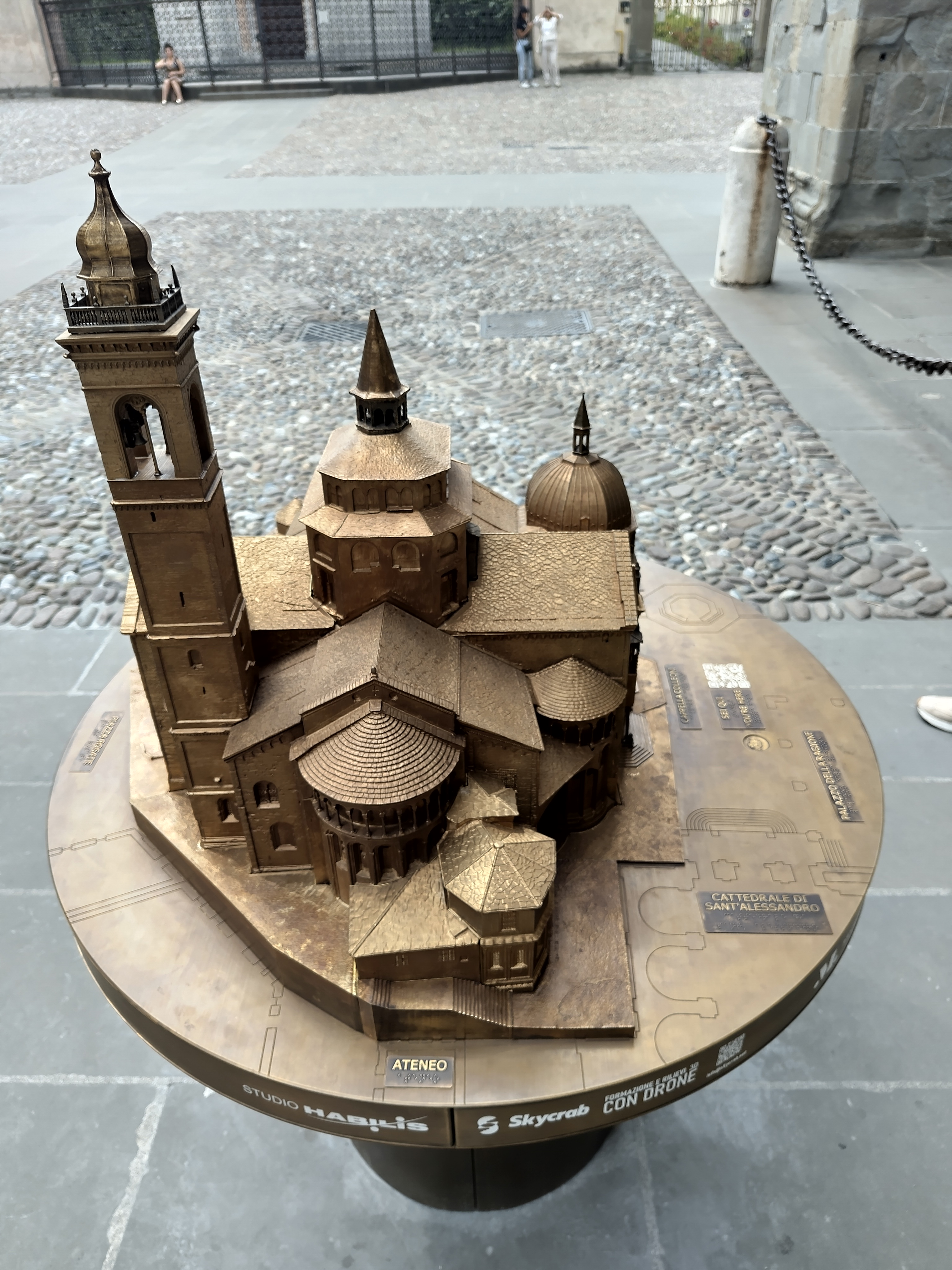
Maquette van de basiliek
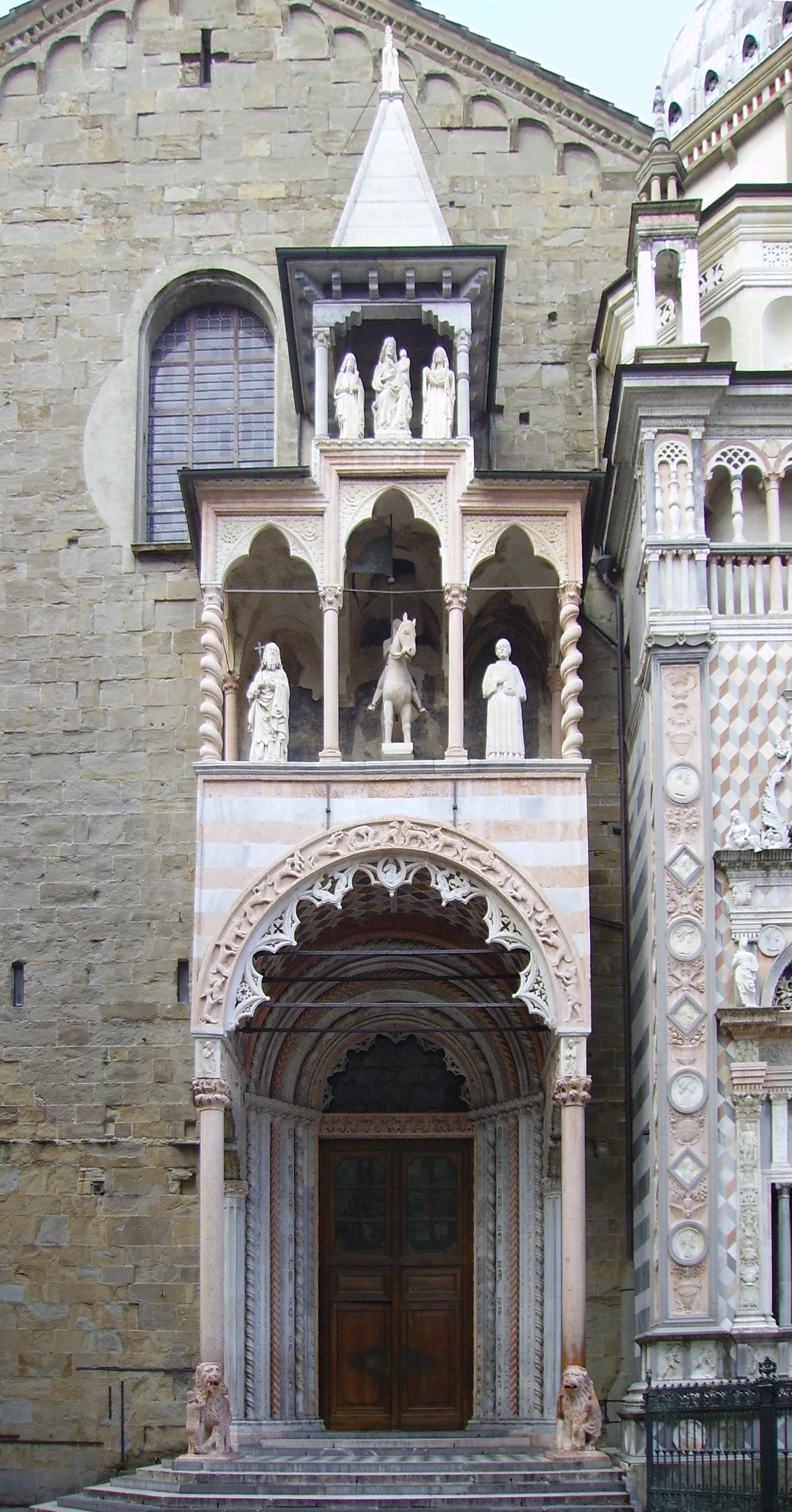
De Porta dei Leoni Rossi
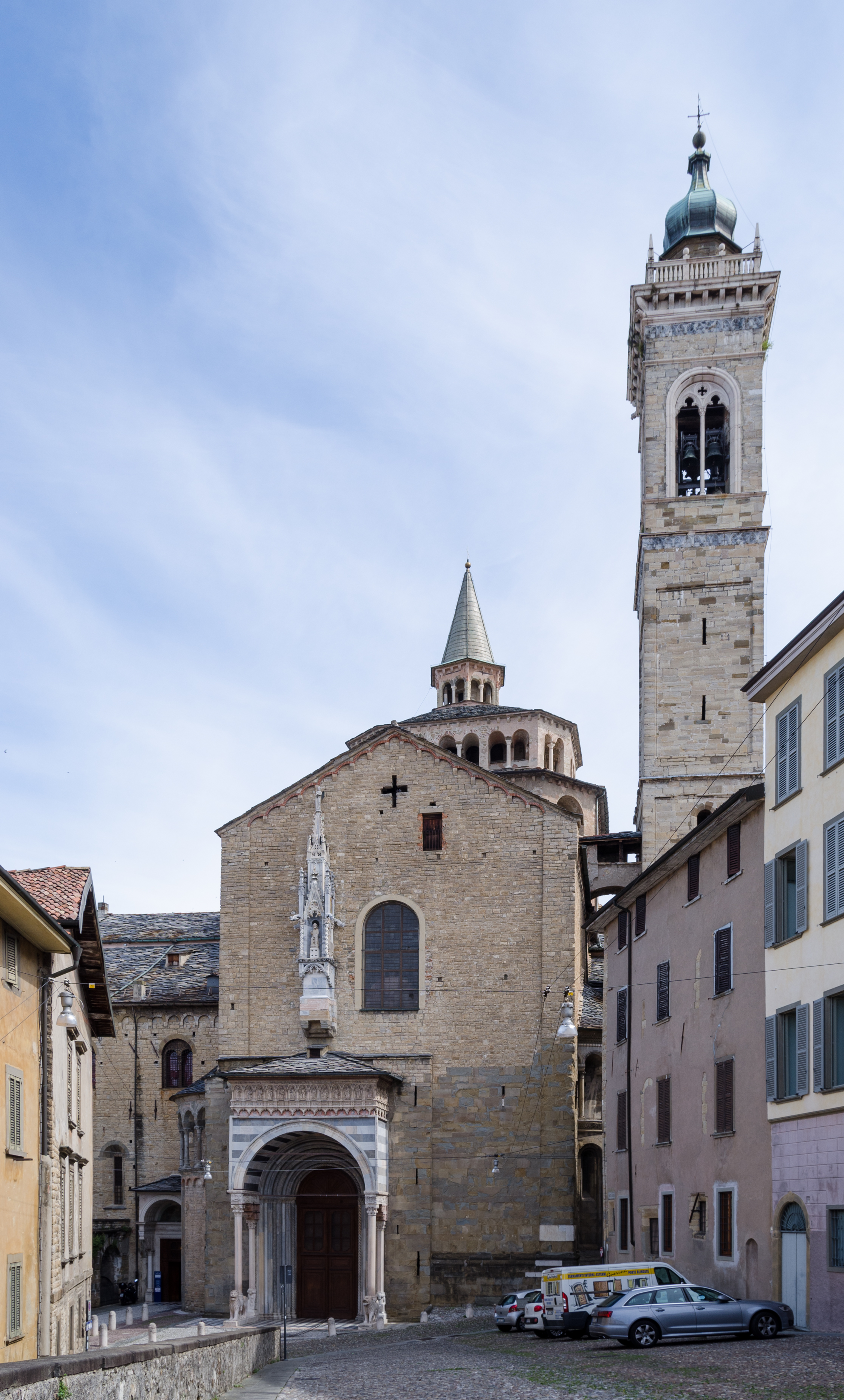
De Porta dei Leoni Bianchi
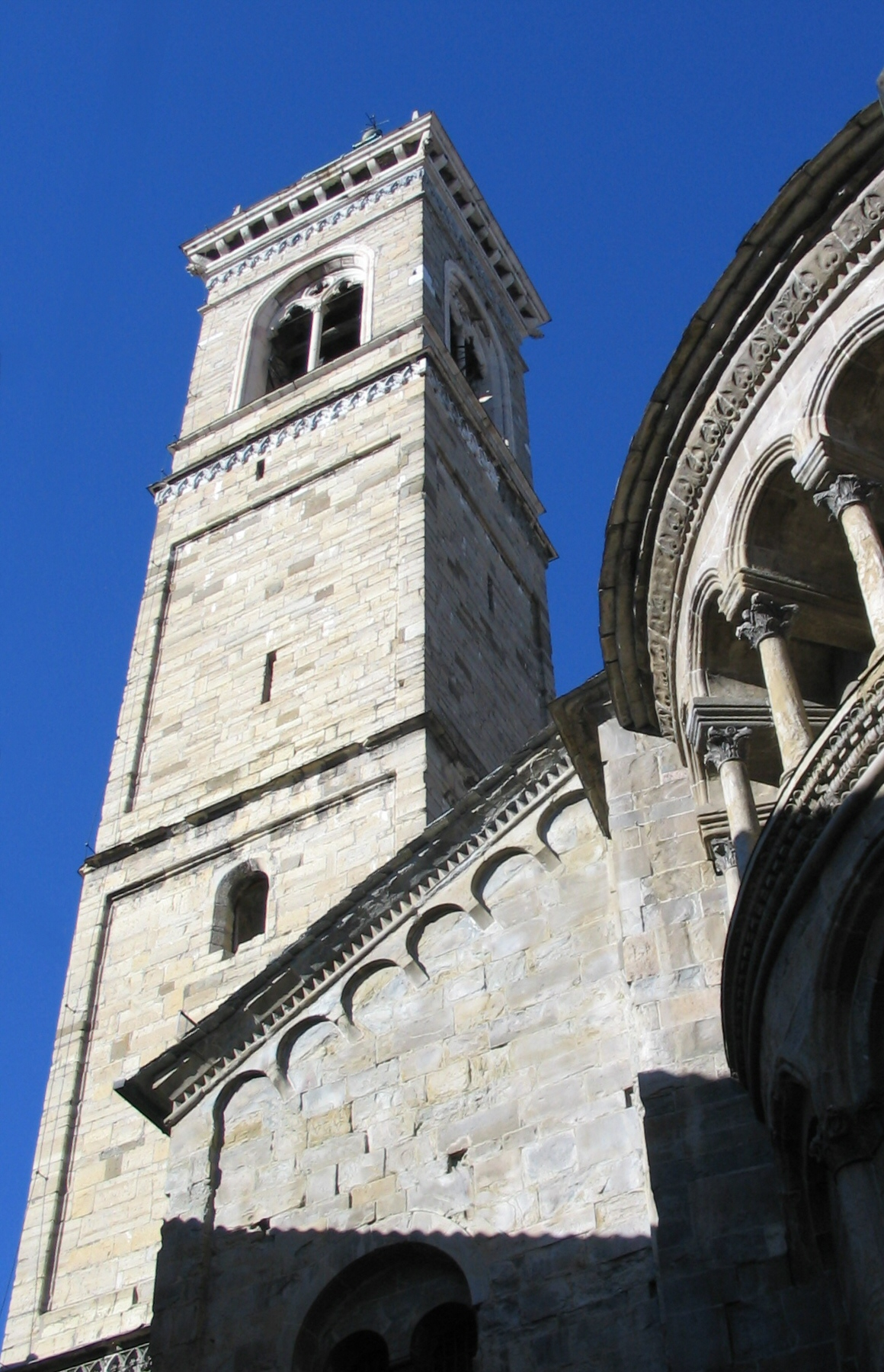
De klokkentoren
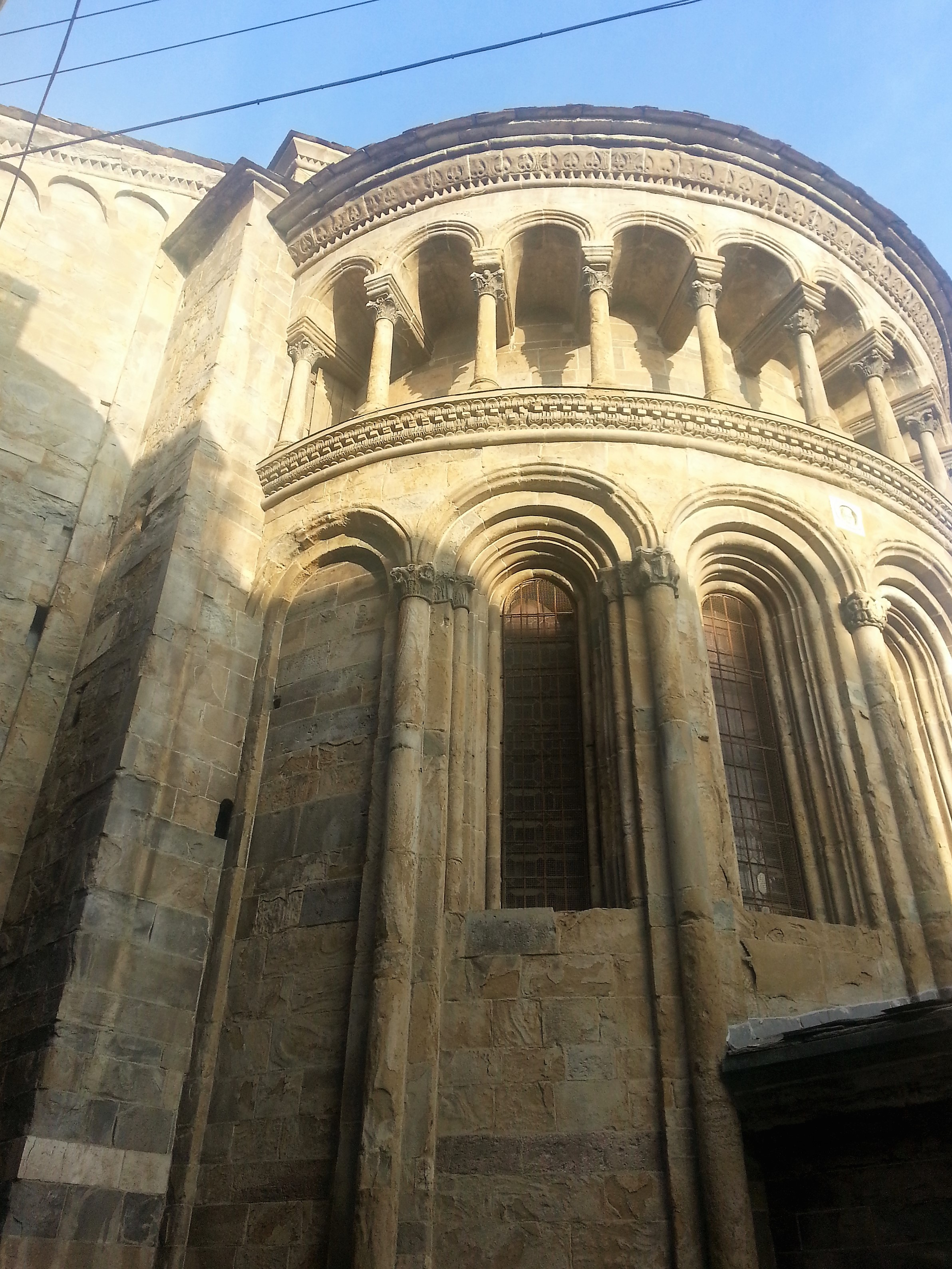
De absis

## Interieur

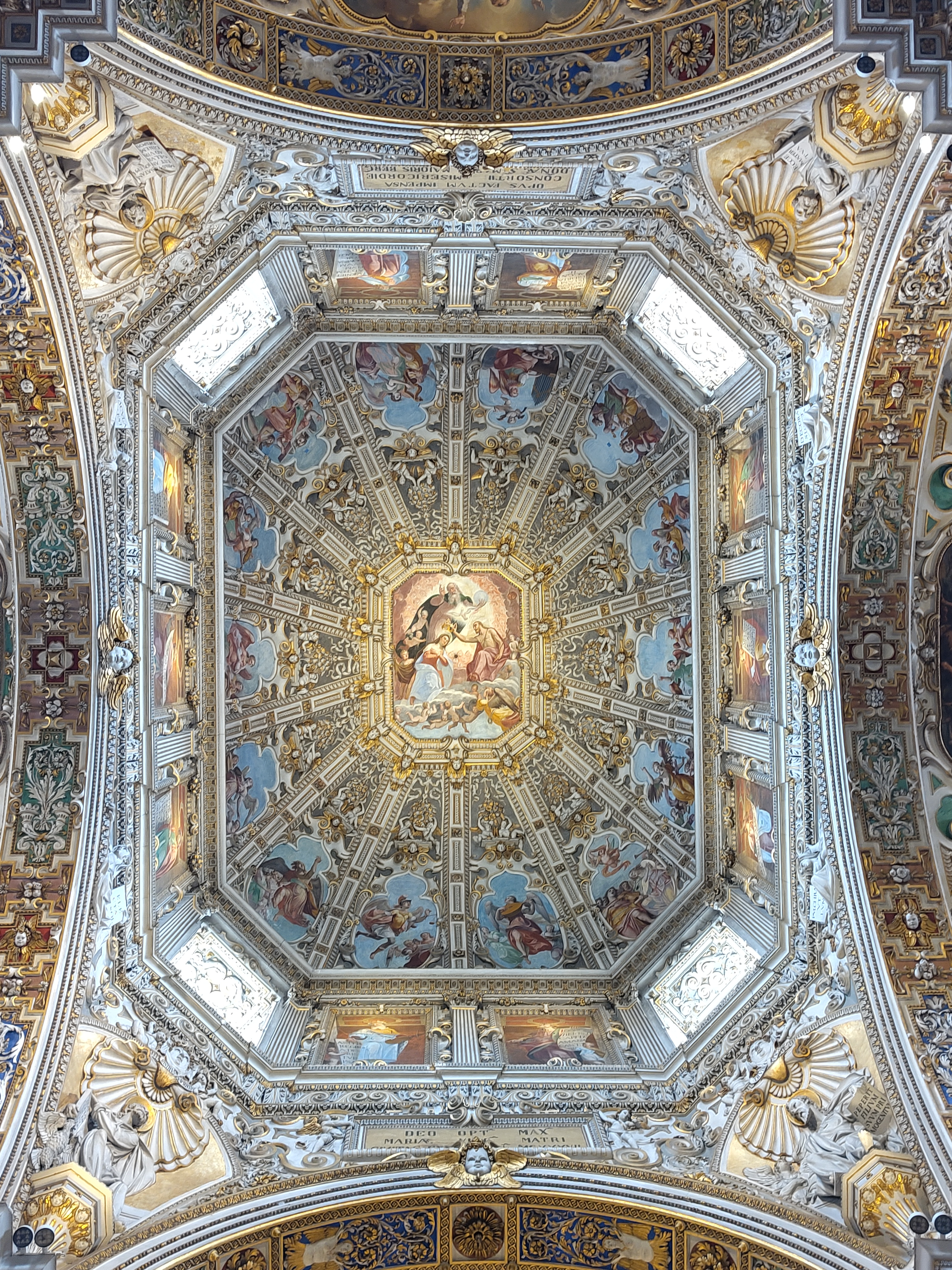
Koepelschildering van de basiliek

De basiliek van Santa Maria Maggiore kent meerdere meesterwerken in het interieur. Ten eerste is daar de rijkbeschilderde koepel boven het hart van het Griekse kruis. De voorstelling van Gianpaolo Cavagna stelt de kroning van Maria voor en dateert uit 1615. 
Op verschillende wanden van de kerk hangen grote wandtapijten die het leven van Maria afbeelden, met in de randen voorstellingen uit het Oude Testament. De tapijten dateren uit de periode 1583-1586 en zijn ontworpen door Alessandro Allori. Aan de westelijke zijde worden twee tapijten afgewisseld: een tapijt dat de hemelvaart van Maria voorstelt uit de serie van Allori, en een tapijt uit circa 1696 van Lodewijk van Schoor dat Jezus' kruisiging laat zien. 
Aan de zuidkant van de kerk is een fresco aangebracht uit 1347, geschilderd door een anonieme kunstenaar. Het stelt de boom des levens voor met daarvoor een mediterende Bonaventura. Boven dit fresco hangt het schilderij De zondvloed (1661) van Pietro Liberi. Samen met het schilderij Mozes slaat op de rots (1669) van Antonio Zanchi aan de noordzijde en het meesterstuk Doortocht door de Rode Zee  (1681) van Luca Giordano in de westkant vormt het werk van Liberi een drieluik over Bijbelse verhalen die met water van doen hebben. 
Van grote kunsthistorische waarde is ook de biechtstoel, gemaakt door Andrea Fantoni in 1704 en in 1898 in de basiliek neergezet. Het meubel zit vol symboliek, zoals God die boven op de stoel zijn handen spreidt om vergiffenis te bieden; daaromheen vier beelden die Geheim, Genade, Wijsheid en Behoedzaamheid verbeelden; en verschillende Bijbelse verwijzingen. 
Nabij de biechstoel zijn de graven van de componisten Gaetano Donizetti en zijn meester Simone Mayr te zien. 
Het koorhek bevat panelen uit de 16e eeuw. Het betreffen houten inlegwerken (intarsia) van Gianfrancesco Capoferri, gebaseerd op tekeningen van Lorenzo Lotto. Van links naar rechts zijn te zien: Doortocht door de Rode Zee, de Zondvloed, Judith en Holofernes en David en Goliat. 

## Afbeeldingen van het waterdrieluik

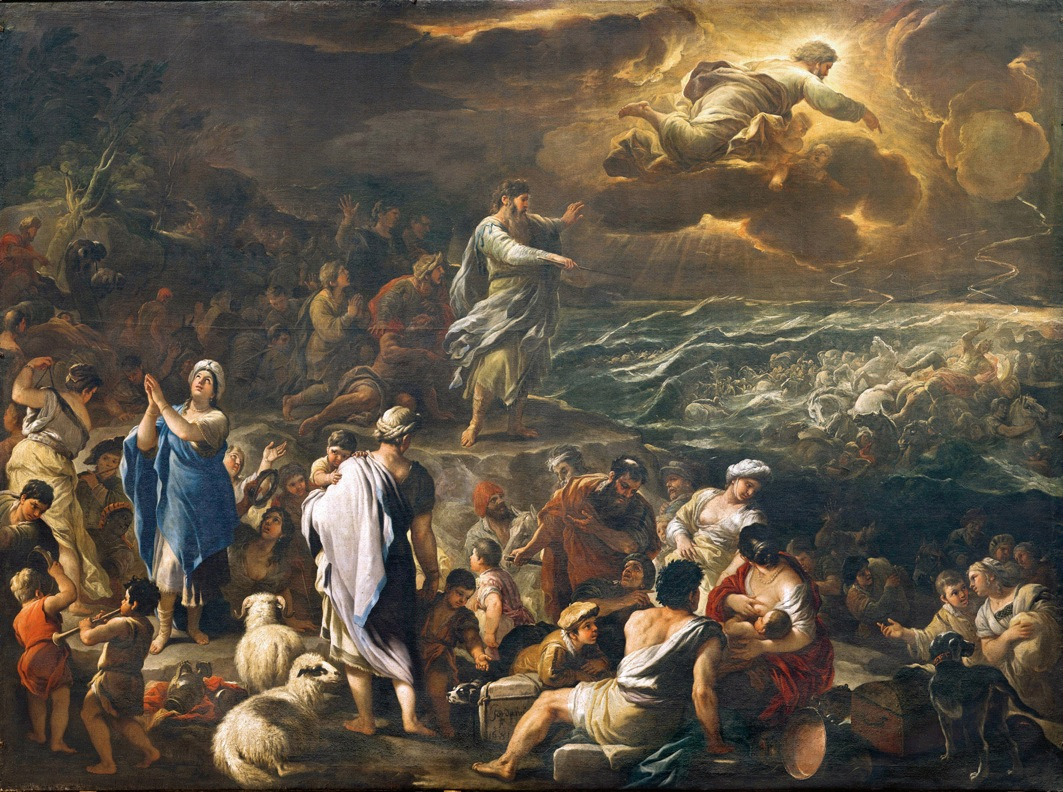
De doortocht door de Rode Zee, door Giordano
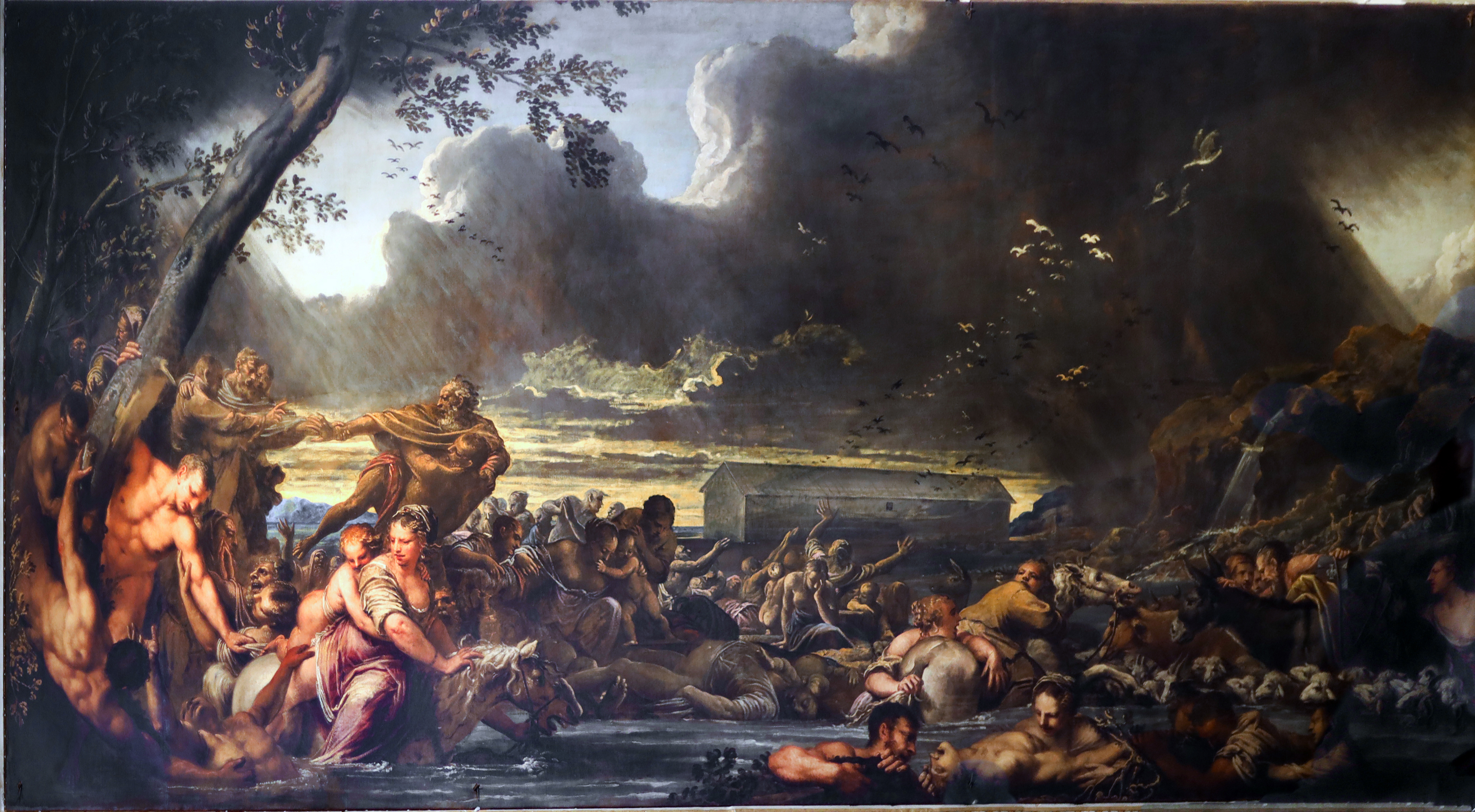
De Zondvloed, door Liberi
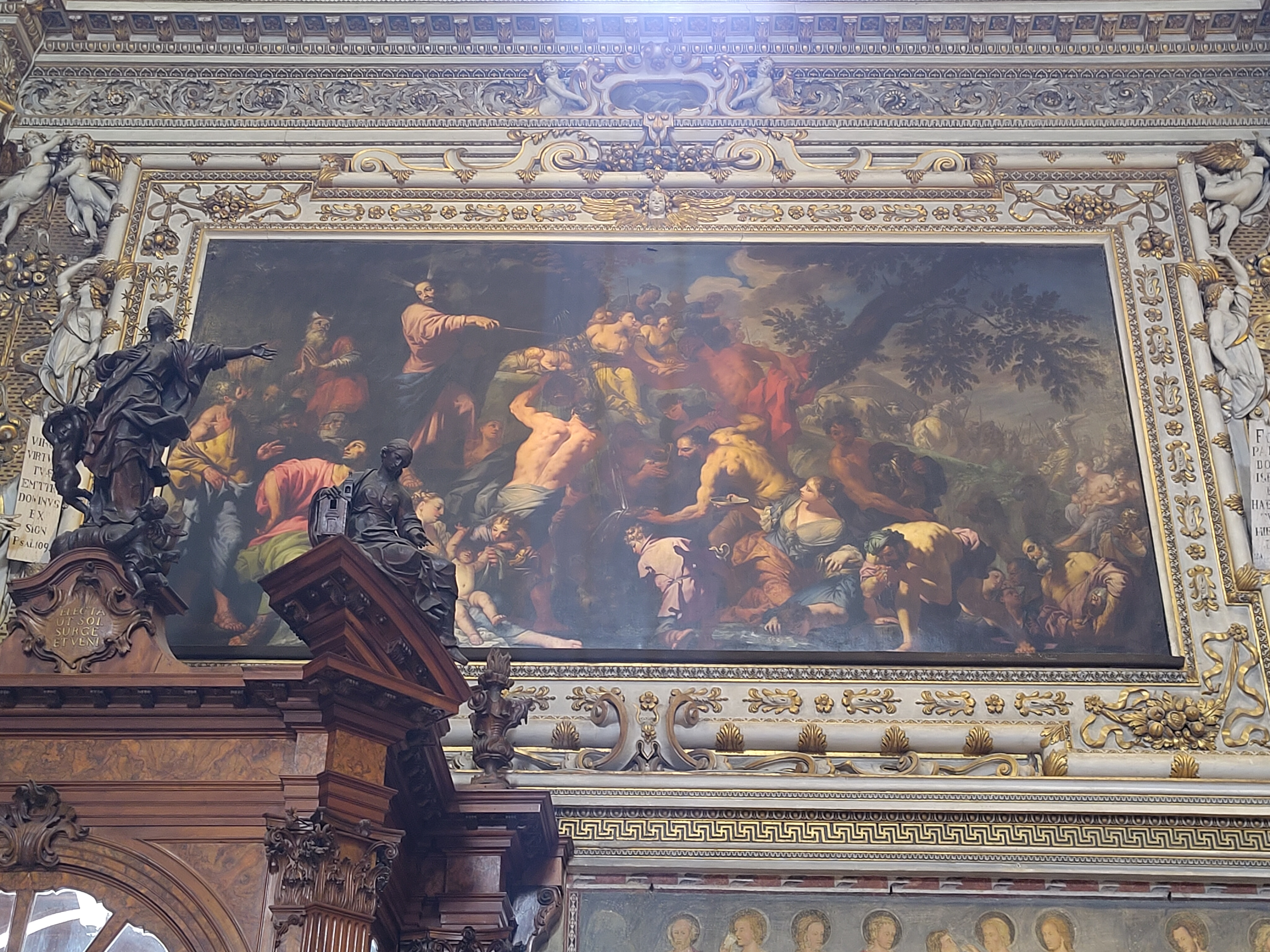
Mozes en de rots, door Zanchi

## Afbeeldingen van het intarsiawerk

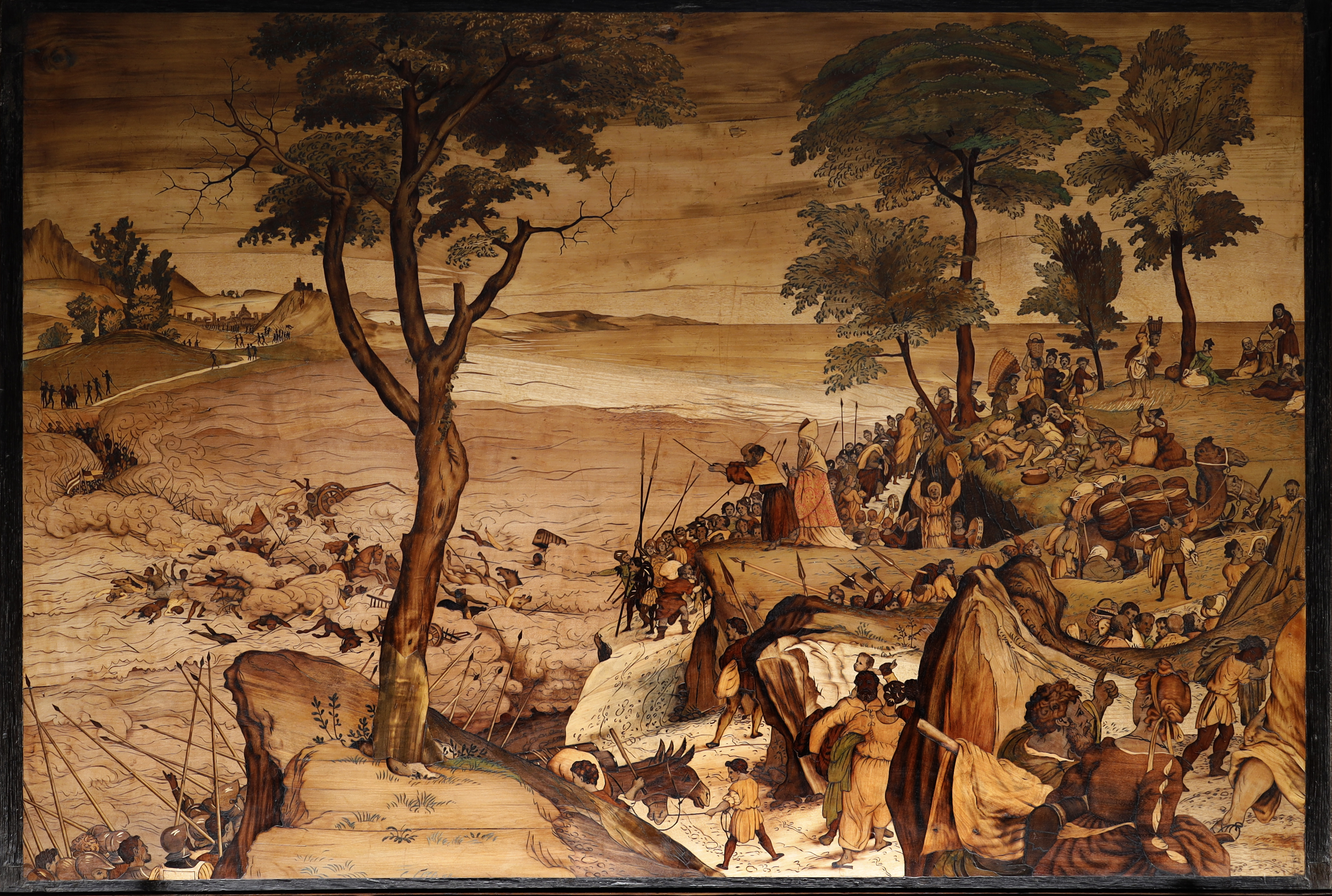
Doortocht door de Rode Zee
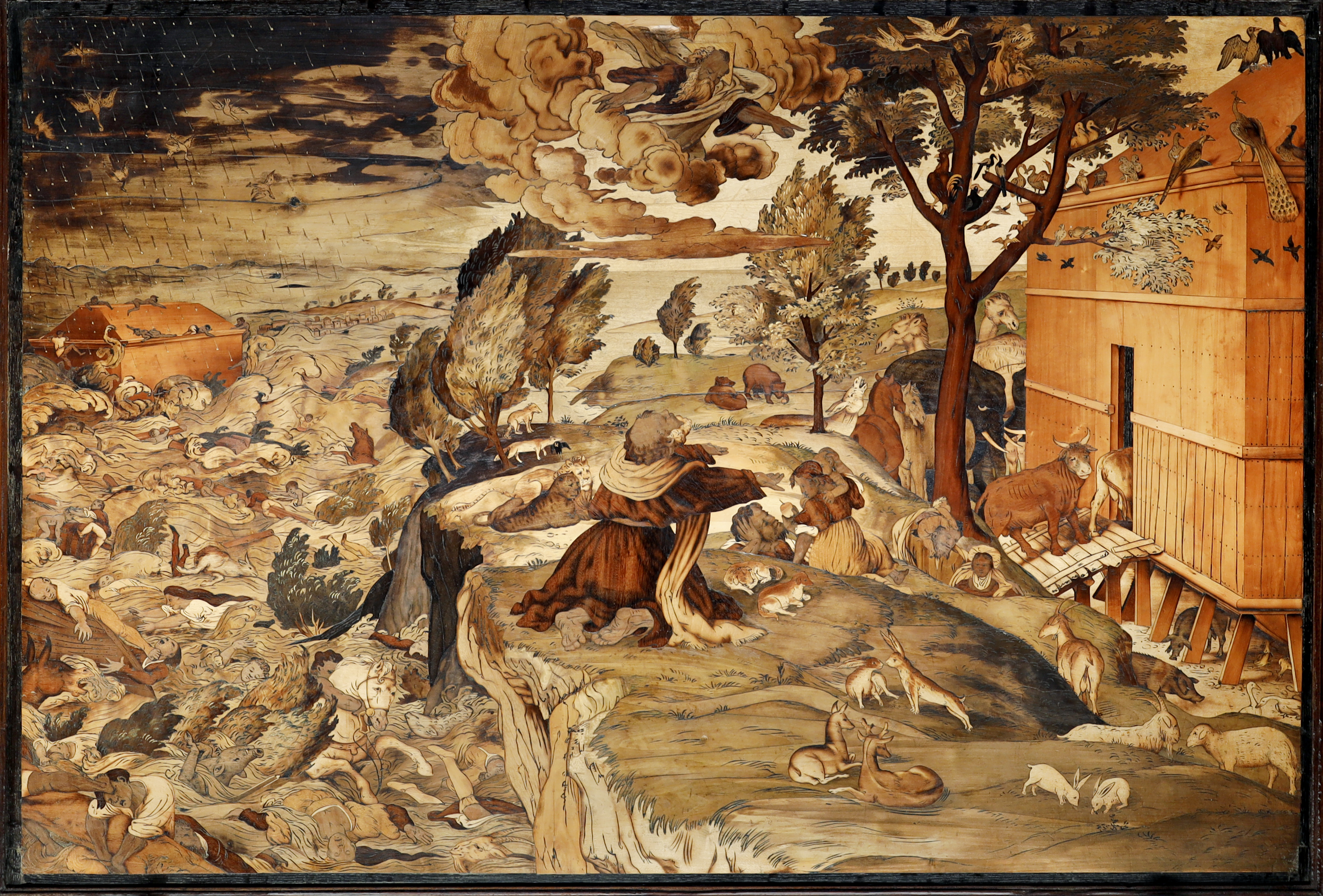
De Zondvloed
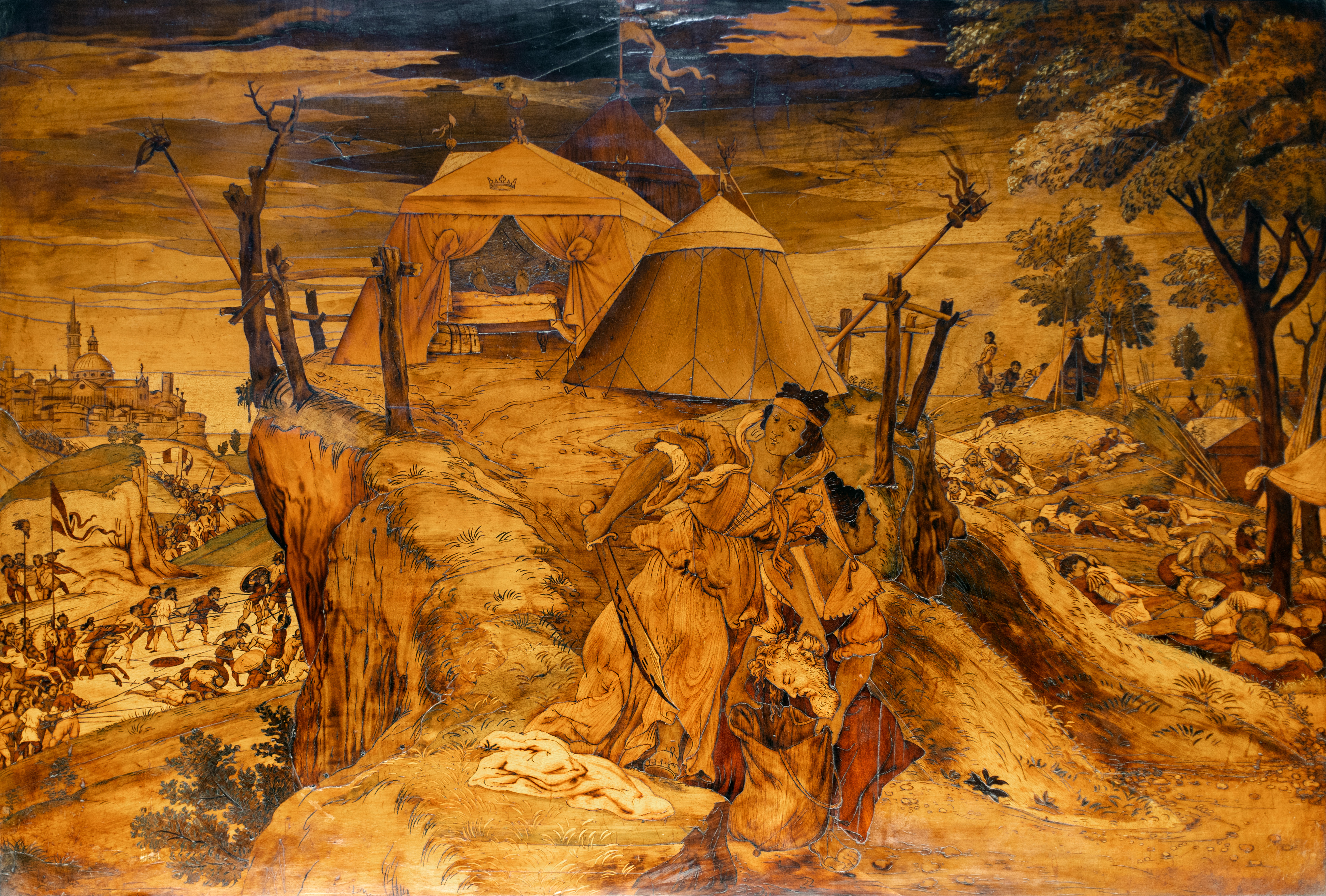
Judith en Holofernes
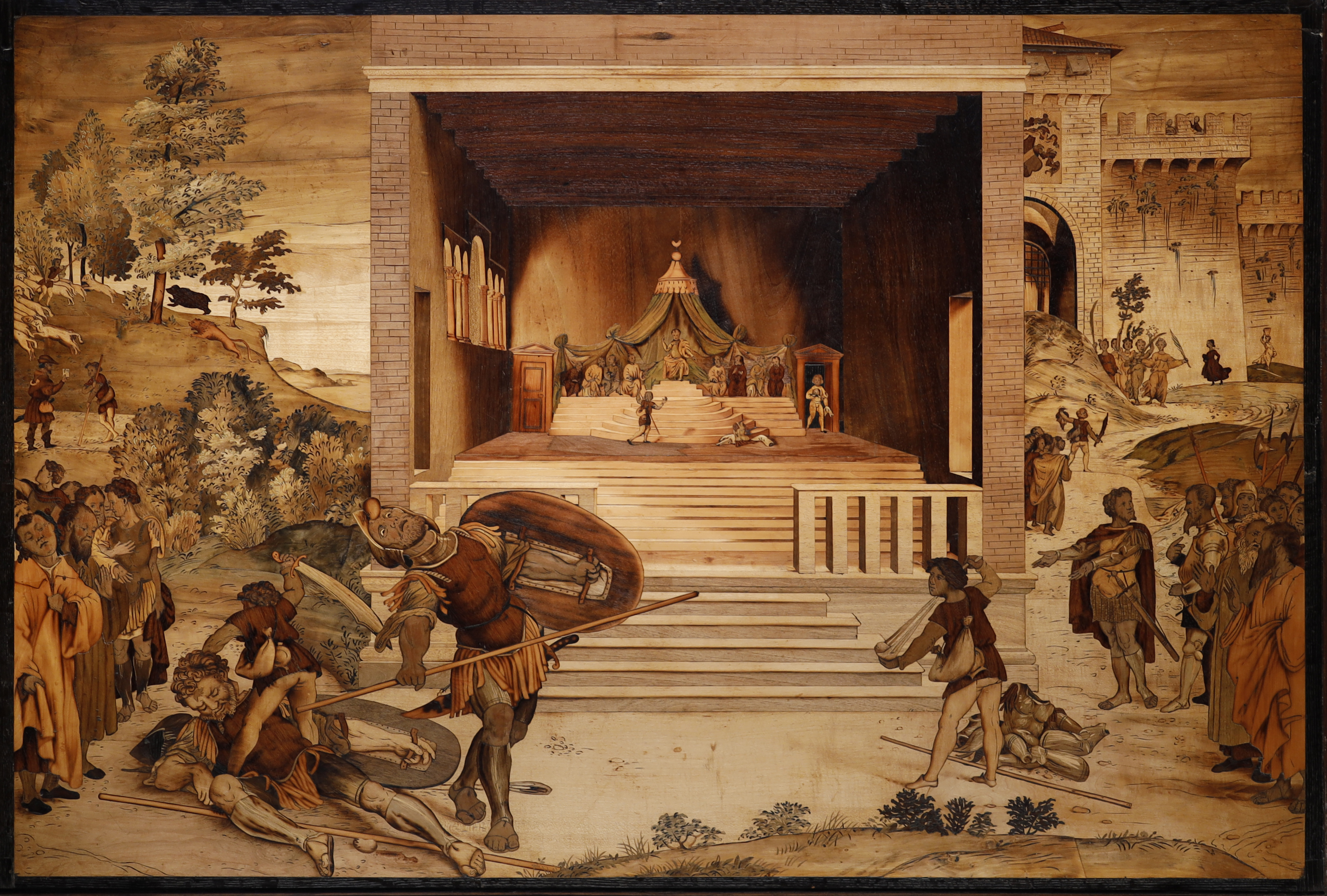
David en Goliat

## Afbeeldingen van overige kunstwerken

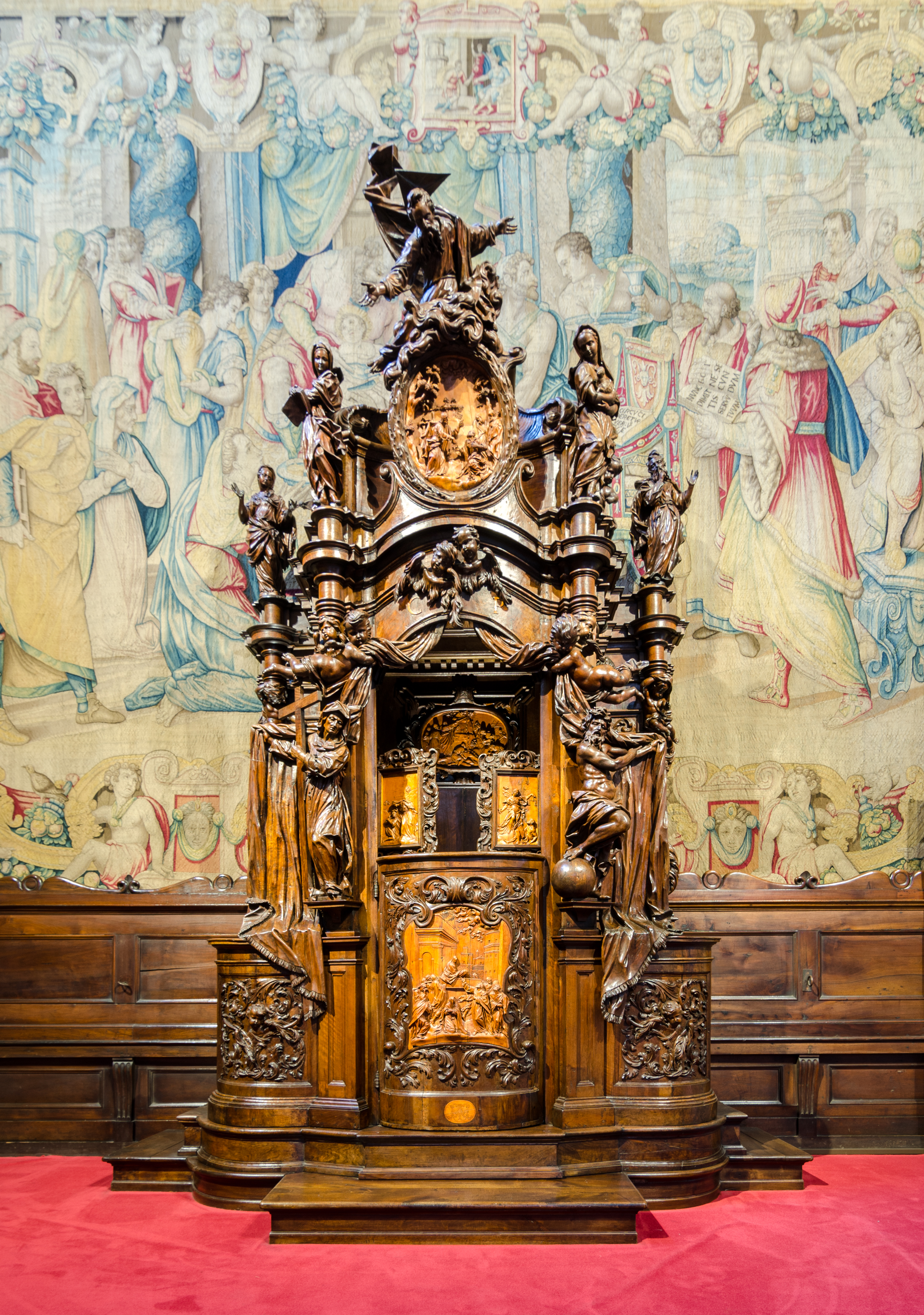
De biechtstoel
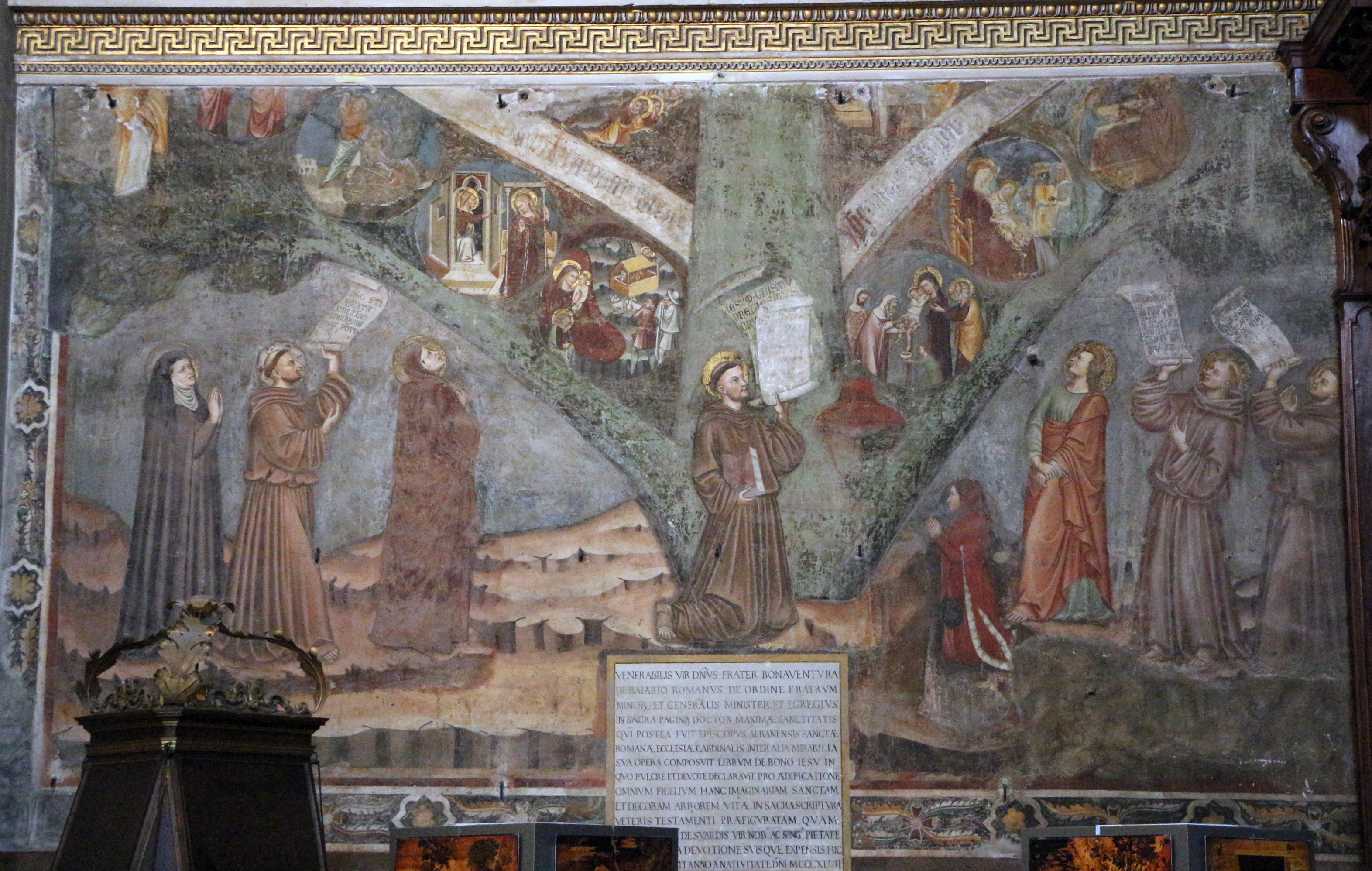
Fresco van de Boom des Levens
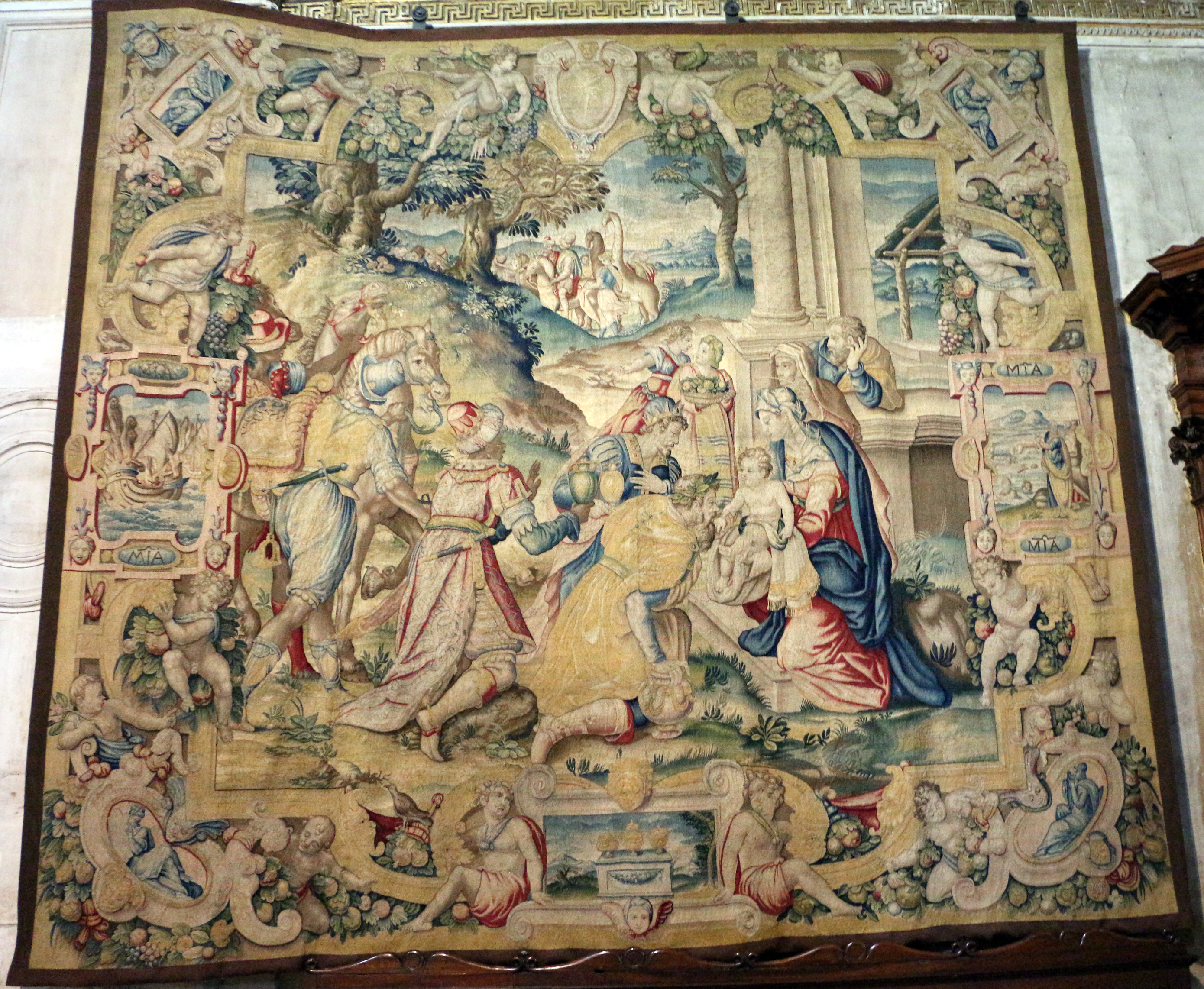
Wandtapijt, De aanbidding der wijzen
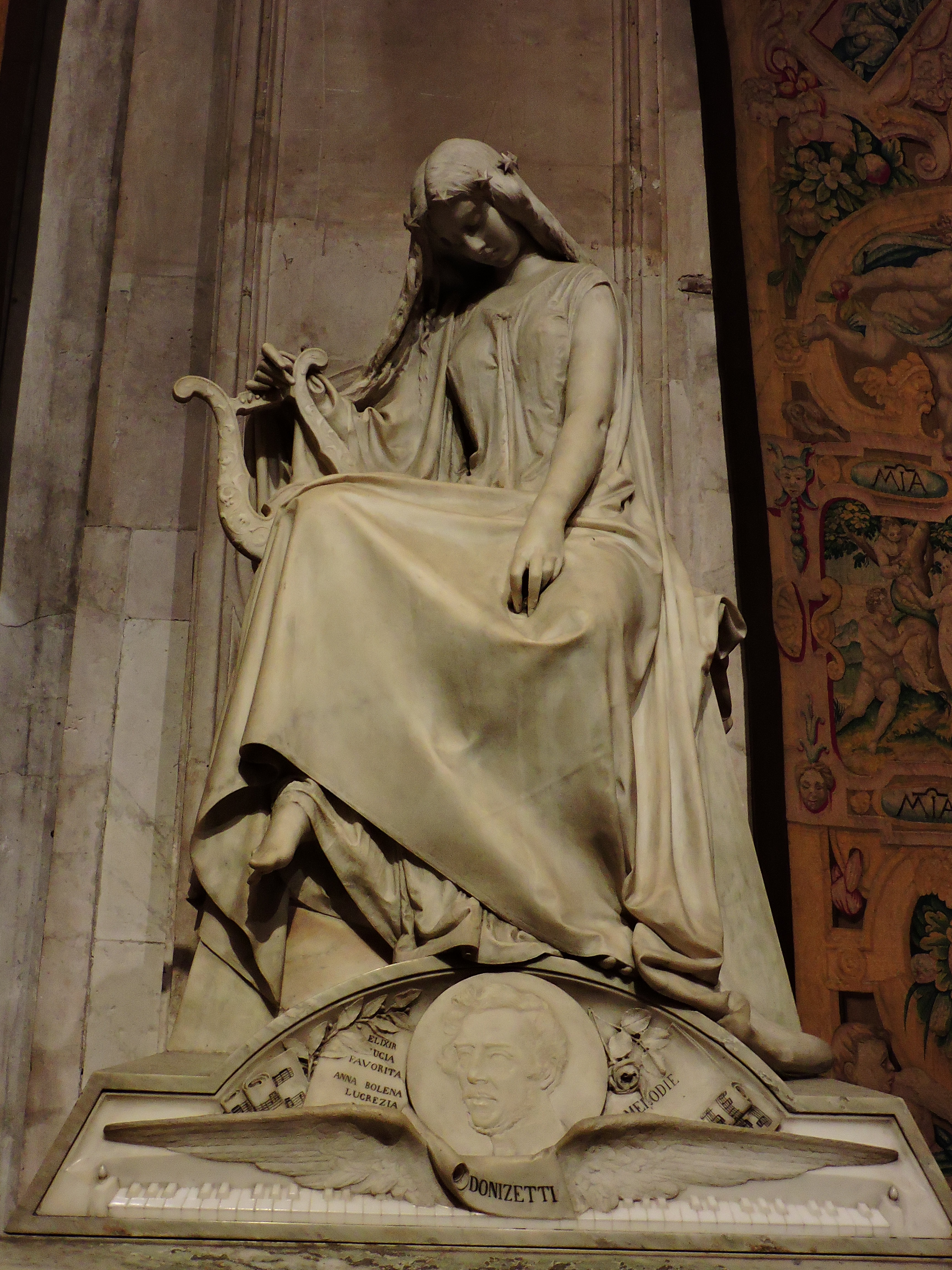
Het grafmonument voor Donizetti